# Svobodna Francija (država)
Svobodna Francija (francosko: France libre) je bila odporniška vlada, ki je trdila, da je legitimna vlada Francije po razpadu Tretje republike med drugo svetovno vojno. Svobodna Francija, ki jo je vodil francoski general Charles de Gaulle, je bila ustanovljena kot vlada v izgnanstvu v Londonu junija 1940 po padcu Francije v boju z nacistično Nemčijo. Pridružila se je zavezniškim državam v boju proti silam osi s Svobodnimi francoskimi silami (Forces françaises libres), podpirala odpor v Franciji, ki so jo okupirali nacisti, znane kot francoske notranje sile, in pridobila strateško oporišče v več francoskih kolonijah v Afriki.
Po porazu tretje francoske republike s strani nacistične Nemčije je maršal Philippe Pétain vodil prizadevanja za pogajanja o premirju in ustanovil nemško marionetno državo, znano kot Vichyjska Francija. Ker je nasprotoval zamisli o premirju, je de Gaulle pobegnil v Veliko Britanijo in od tam objavil Poziv z dne 18. junija (Appel du 18 juin), v katerem je Francoze spodbujal, naj se uprejo nacistom in se pridružijo Svobodnim francoskim silam. 27. oktobra 1940 je bil ustanovljen Obrambni svet cesarstva (Conseil de défense de l'Empire) – pozneje Francoski nacionalni odbor (Comité national français ali CNF) – za upravljanje francoskih ozemelj v osrednji Afriki, Aziji in Oceaniji, ki so upoštevala poziv z dne 18. junija.
Sprva so vsa ozemlja francoskega kolonialnega imperija z izjemo francoskih posesti v Pacifiku, Indiji in Ekvatorialni Afriki zavrnila de Gaullov poziv in ponovno potrdila svojo zvestobo maršalu Pétainu in vichyjski vladi. Šele postopoma, pogosto z odločnim vojaškim posredovanjem zaveznikov, je Svobodna Francija prevzela več vichyjskih posesti in do novembra 1942 zagotovila večino kolonij.
Pripadniki Svobodne Francije so se borili tako proti vojskam sil Osi kot Vichyjski vojski in so sodelovali v skoraj vseh večjih akcijah, od Severne Afrike do Indokine. Svobodna francoska mornarica je delovala kot pomožna sila kraljeve mornarice in v severnem Atlantiku kanadske kraljeve mornarice. Svobodne francoske enote so služile tudi v Kraljevih zračnih silah, Sovjetskih zračnih silah in britanskih SAS, preden so bila ustanovljena večja poveljstva neposredno pod nadzorom vlade v izgnanstvu. 13. julija 1942 se je "Svobodna Francija" uradno preimenovala v Borbeno Francijo (France combattante), da bi označila boj proti silam osi tako zunaj kot znotraj okupirane Francije.
Izgnanstvo se je uradno končalo po ponovni osvoboditvi Severne Afrike, ko se je svobodna francoska vlada preselila iz Londona v Alžir. Od tam je bil ustanovljen Francoski narodni osvoboditveni odbor (Comité français de Libération nationale, CFLN) kot začasna vlada vseh Francozov, ki je združila različne sile, ki so nasprotovale silam osi in njihovim zaveznikom. 1. avgusta 1943 so se Svobodne francoske sile združile z Afriško vojsko (L'Armée d'Afrique) in ustanovile Francosko osvobodilno vojsko (Armée française de la Libération, AFL). Do junija 1944 je AFL sestavljalo več kot 500.000 pripadnikov, CFLN pa je nasledila začasna vlada Francoske republike (GPRF), ki je bila ustanovljena v pričakovanju osvoboditve Francije. AFL je sodelovala pri izkrcanju v Normandiji in invaziji na južno Francijo, na koncu pa vodila osvoboditev Pariza avgusta 1944, ki je uvedla začasno vlado na francoskem ozemlju.
AFL je sodelovala pri zavezniškem napredovanju skozi Francijo in kasnejši invaziji na Nemčijo, do konca vojne pa je imela skupaj več kot 1,3 milijona vojakov, zaradi česar je postala četrta največja zavezniška vojska v Evropi. Začasna vlada je vladala Franciji do ustanovitve Četrte republike oktobra 1946, s čimer je preprečila okupacijo države s strani zavezniških sil in ji zagotovila status velike sile.